# Кура (мифология)
Ку́ра (лат. Cura), или А́эра Ку́ра (Aera Cura)), — римская богиня, которая создала первого человека. Её имя означает «Забота». Миф о Куре, возможно, основан на 220-й басне поэта Гая Юлия Гигина, с которой миф тесно связан.

## Изложение басни
Однажды Кура (Забота) переходила через реку и заметила глинистую почву. Задумчиво она взяла из неё кусок и принялась формовать его. Пока она раздумывала над тем, что создала, к ней подошёл Иов (Юпитер). Кура попросила его, чтобы он придал дух сформированному куску глины. Иов охотно предоставил дух. Однако, когда Кура захотела наречь создание своим именем, Иов запретил и потребовал, чтобы ему непременно дали его имя. Пока спорили Кура и Иов, поднялась Земля (Tellus) и пожелала, чтобы слепленному присвоили её имя, поскольку это она наделила его своим телом. Спорящие взяли в судьи Сатурна. Тот выдал им следующее, по-видимому, справедливое решение: "Ты, Иов, поскольку дал дух, после его смерти должен будешь получить дух. Ты, Земля, поскольку подарила тело, должна будешь получить назад тело. Кура создала это существо, так пусть же, пока оно живёт, она им и владеет. Если же говорить про имя, о чём идёт спор, то пусть существо называется homo («человек»), раз сделано оно из humus («земли»).

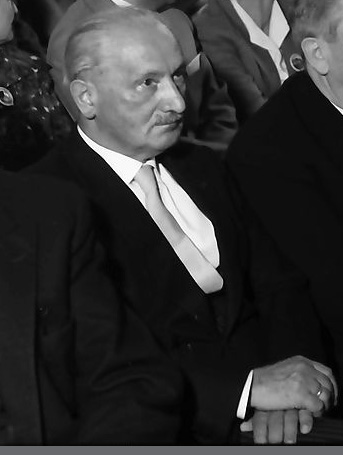
Мартин Хайдеггер, немецкий философ и писатель, автор «Бытия и времени». 1960 г.

## Интерпретация
Эта история привлекла внимание немецкого философа Мартина Хайдеггера, который заметил: «Двойной смысл Куры означает заботу, но не как занятость или пристрастие, а как растворённость в мире и также как заботу в смысле преданности». Хайдеггер рассматривает басню как «наивную интерпретацию» философской концепции, которую он называет Dasein («бытие-в-мире»).
Согласно его объяснению, основной смысл басни заключается в заботе, которую Кура предоставляет человеку как своему собственному творению. Начиная с доонтологической концепции, это свидетельство имеет особое значение, поскольку оно видит заботу не только как нечто, чему человеческое присутствие «всё время жизни» принадлежит, но и как то, что выступает во взаимосвязи с концепцией человека как состава из тела и духа. Человек — составное творение, как это можно понять из мифа. Иов (Юпитер) даёт ему дух, Теллус (Земля) — тело; тем самым они производят синтез гетерогенного существа, расположенного «между» физическим и метафизическим и являющегося продуктом их синтеза. Существо, которое дало ему имя, Сатурн, означает время, диктующее приговор. Кура отвечает за заботу не только о человеке, но и об отделении вещей смертных от бессмертных, о забвении.
Другой аспект, который присутствует в басне, — это эквивалент христианского мифа о сотворении мира, в котором женщина создаётся в конце. Кура, выдвинутая на первый план, представленная создательницей человечества, матерью, заботящейся о своём творении, бросает вызов западному мировоззрению, его концепции самообеспечения и атомизации общества.